# Comechingones (Córdoba)
Comechingones (también conocida como Pueblo Comechingones) es una localidad situada en el departamento Río Primero, provincia de Córdoba, Argentina.
Se encuentra situada a aproximadamente 70 km de la Ciudad de Córdoba.
La principal actividad económica es la agricultura seguida por la ganadería, siendo el principal cultivo la soja.
Existen en la localidad varios establecimientos agrícolas.
- Datos: Q8348340